# Štiavnik
Štiavnik (od roku 1927 do roku 1946 slovensky Štavník; maďarsky Trencsénselmec, do roku 1907 Styávnik) je obec na Slovensku v okrese Bytča.

## Historie
První písemná zmínka o obci pochází z roku 1439.

## Geografie
Obec se nachází v pohoří Javorníky v nadmořské výšce 387 metrů a rozkládá na ploše 55,691 km². K 31. prosinci roku 2011 žilo v obci 4 069 obyvatel.

## Památky
- Kostel sv. Františka z Assisi – nachází se přibližně ve středu obce. Kostel pochází z roku 1721.

## Osobnosti obce
- Ján Kuciak (1990–2018) – investigativní novinář, reportér, analytik a vysokoškolský pedagog

## Galerie

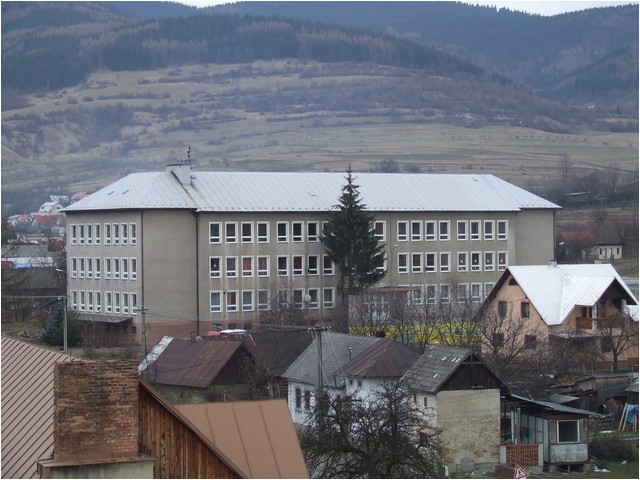
Základní škola v Štiavniku
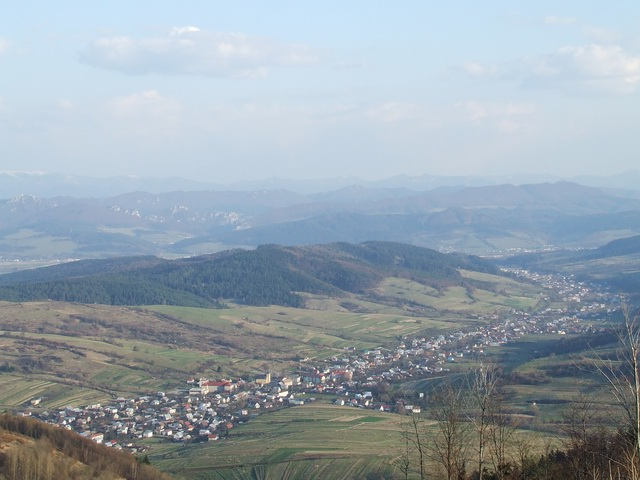
Pohled na obec z kopce Doktorovec
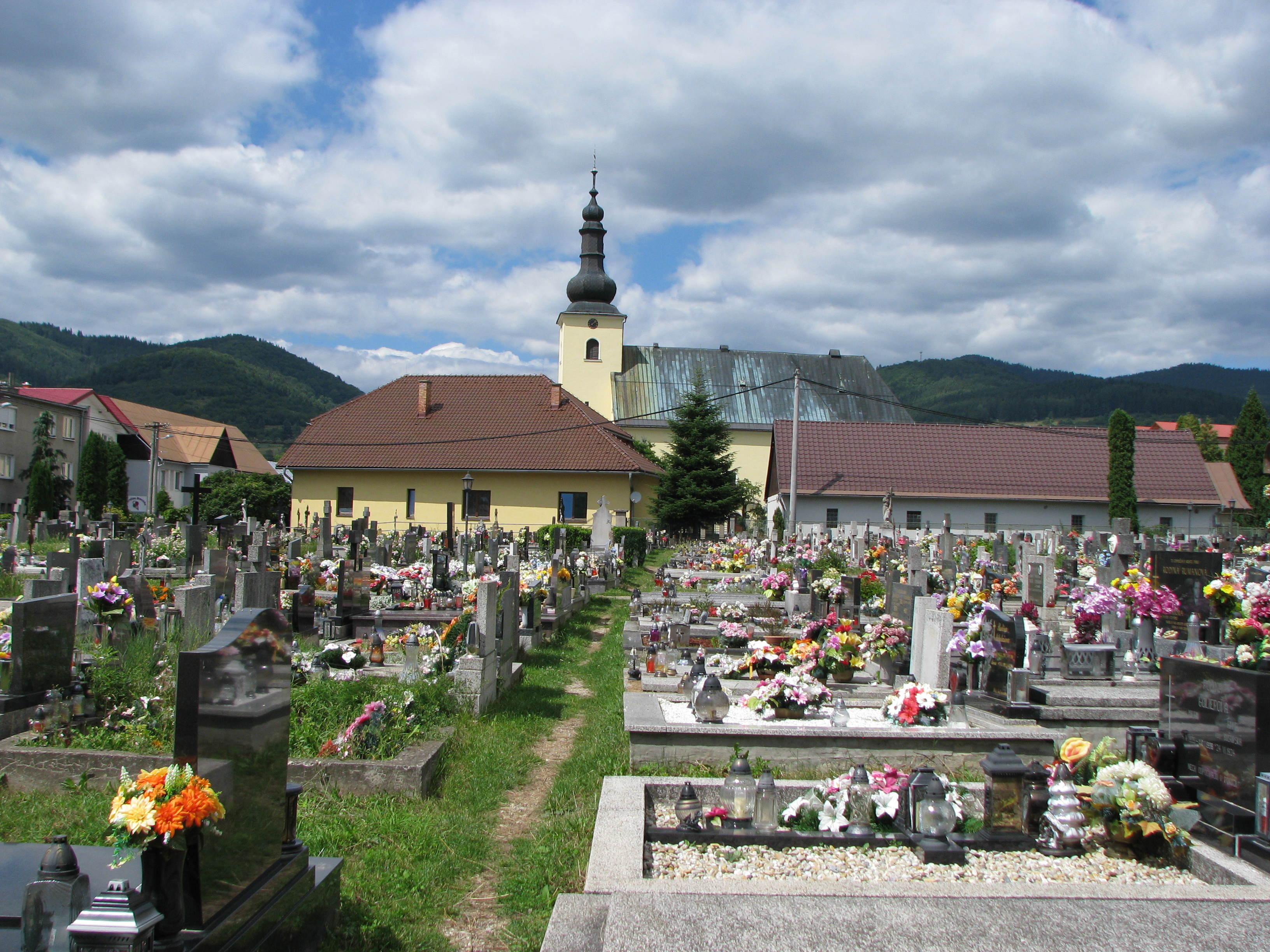
Hřbitov ve Štiavniku
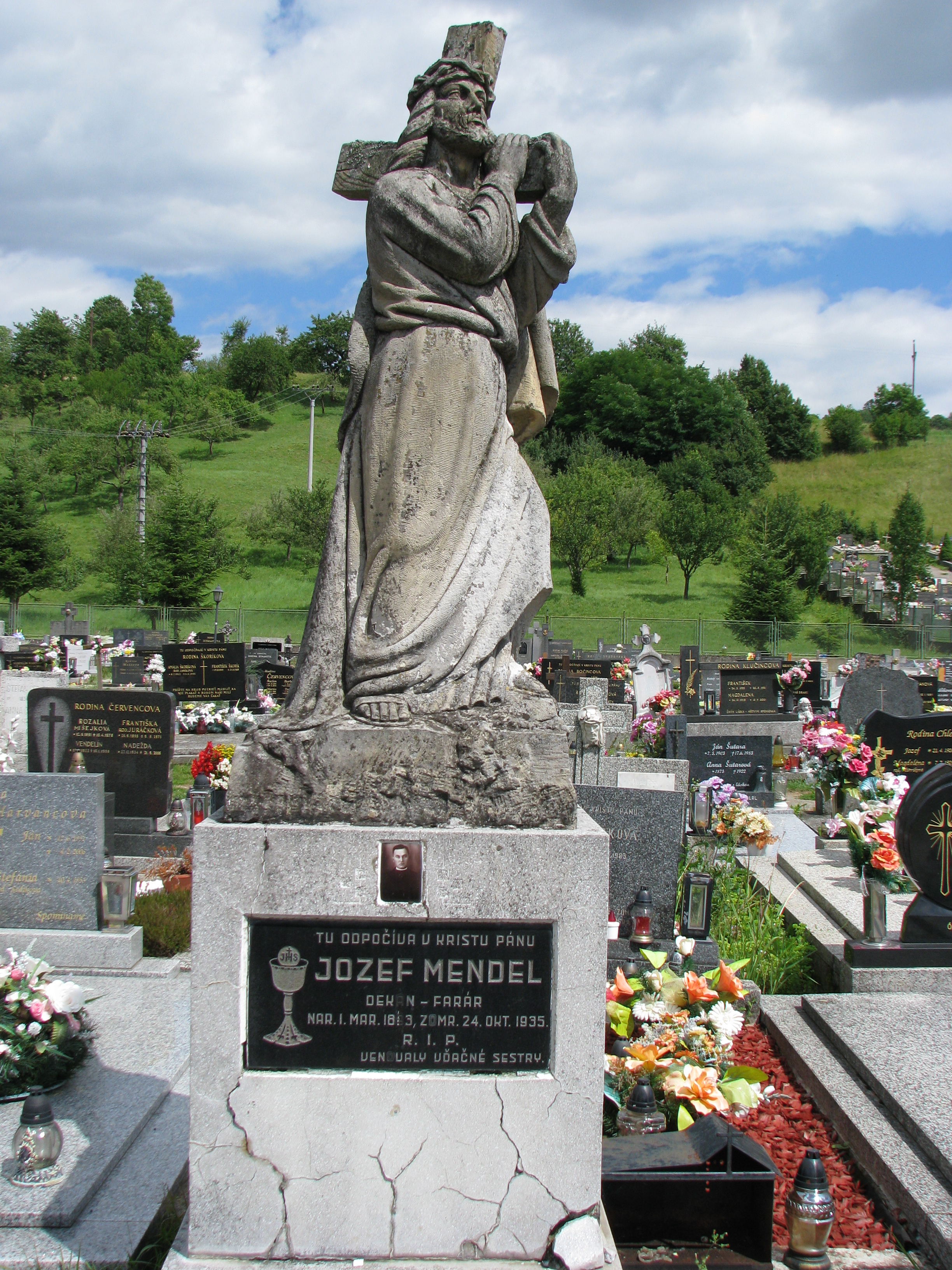
Náhrobek děkana Jozefa Mendela (†1935) na místním hřbitově